# Copidognathus punctatissimus
Copidognathus punctatissimus es una especie de ácaro marino del género Copidognathus, familia Halacaridae. Fue descrita científicamente por Gimbel en 1919.
Habita en el océano Atlántico. En los Estados Unidos se puede encontrar en Long Island Sound, en el condado de New Haven y Branford, en Connecticut. Estas especies miden aproximadamente 0.2 - 2.0 mm.